# Camiri
Camiri és una ciutat i municipi, coneguda com la capital petroliera de Bolívia, localitzada a la província de Cordillera al departament de Santa Cruz. Situada a la vora del riu Parapetí, és una de les ciutats principals del Chaco bolivià.
Camiri es troba a 292 km per carretera al sud de Santa Cruz de la Sierra, la capital departamental. Des de Santa Cruz, la carretera pavimentada Ruta 9 es dirigeix cap al sud fins a Camiri, i des d'allà 155 milles més cap al sud fins a Yacuiba a la frontera amb Argentina.
Camiri compta amb la terminal de busos Isaac Ortuño Padilla que dona serveis a nivell interprovincial i interdepartamental, també amb l'Aeroport Grán Parapetí Camiri que dona serveis a nivell nacional. Aquest disposa d'una pista de terra que serveix per a avions petits. El transport públic dins de la ciutat es fa amb minibusos i taxis.
El nom de Camiri prové de la llengua guaraní. Caá del guaraní ka'a significa «planta», mi és un diminutiu de ka'a, que vol dir «petit, poc, humil», i ri és una síl·laba que fa de complement afegit per la llengua castellana que no té significat.

## Història
Durant l'època de la colonització espanyola, una Cèdula Reial del 17 de desembre de 1743 va acreditar que el territori de la Província Cordillera arribava pel sud fins a les ribes del riu Pilcomayo i per l'est fins al riu Paraguai.
El 1791 Fra Francisco del Pilar hauria passat per la comunitat Camiri. S'indica que els habitants sobrepassaven les 3.000 persones. A causa dels constants atacs dels indígenes avá guaraní a les missions i poblats espanyols, el 1800 es va fundar la població i fort de San Miguel de Membiray a la vora del riu Parapetí, a l'actual localitat veïna de Choreti, essent un dels últims forts construïts per l'Imperi Espanyol dins del territori del poble avá guaraní.
El 23 de gener de 1826 es va crear mitjançant Decret Suprem (DS) el departament de Santa Cruz, anomenant-se Província Cordillera a la regió chaqueña, creada en la mateixa data. El DS de 24 de setembre de 1857 assenyala que Serralada queda subjecta a la prefectura política de Santa Cruz, amb total independència de la de Vallegrande.
El 1865 es fundava als Estats Units d'Amèrica l'empresa Standard Oil i, a partir del mateix any, Bolívia va atorgar concessions petrolieres. El 1892, Camiri, Alto Camiri, Yuti i Taceti participen en l'alçament sota del comandament de Kariti i Yarey.
El 1922 van arribar al lloc els primers representants de Standard Oil Co. of Bolivia, els quals van armar les primeres carpes i habitatges del campament d'exploració als vessants del turó Sararenda, al lloc actualment denominat Peña Blanca.
Bolívia va atorgar concessions petrolieres indiscriminadament, fet que va atreure l'atenció de diverses empreses estrangeres, les quals van tractar aquestes concessions com a mera mercaderia. Per aquesta via Standard Oil va obtenir concessions, contractes i aprovacions que li va donar potestat sobre 7 milions d'hectàrees del territori bolivià, entre les quals hi havia el Chaco.
Standard Oil va iniciar els seus treballs a la regió muntanyenca del Candado, trobant petroli a Bermejo el 1924, i va avançar la seva exploració cap al nord: a la zona de Yaguacua a Sanandita (1926), Camiri (1927) i a Camatindi (1931). A Camiri i Sanandita, Standard Oil va instal·lar-hi les refineries.
La primera refineria de Camiri es va construir el 1930 en terrenys d'Isipoty al qual es coneixia com La Bomba. Al voltant del campament i de la refineria es va anar establint la població urbana que va adoptar el nom de Camiri. L'arribada de Standard Oil va marcar una fita en la conformació social de Camiri, ja que va atraure treballadors d'altres parts de Bolívia i alguns immigrants estrangers (alemanys, polonesos, sirians, libanesos, turcs, italians, argentins, etc.), que van arribar a treballar a la zona.

### Guerra del Chaco
En 1931 va esclatar la Guerra del Chaco entre Bolívia i Paraguai. La població boliviana va començar a percebre diversos fets que la van desencantar pel que fa a les expectatives i esperances que guardaven en referència a Standard Oil, ja que aquesta a poc a poc havia anat suspenent els seus treballs exploratoris i traslladant els seus equips i materials a l'Argentina demostrant que no tenia cap ànim de complir els seus compromisos amb Bolívia. Aquesta actitud negativa va arribar al límit quan en plena conflagració Standard Oil es va declarar «neutral» i va negar les comandes del govern de produir gasolina per als avions de l'exèrcit, fet que va obligar-lo a intervenir i prendre el control dels pous i les refineries.
El 1936 el govern bolivià va crear Yacimientos Petrolíferos Fiscales Bolivianos (YPFB) i el 13 de març de 1937 va decretar la caducitat de les concessions de Standard Oil i la seva expulsió, de manera que totes les seves instal·lacions van ser traspassades a la recentment creada empresa estatal petroliera.

### Creació d'YPFB

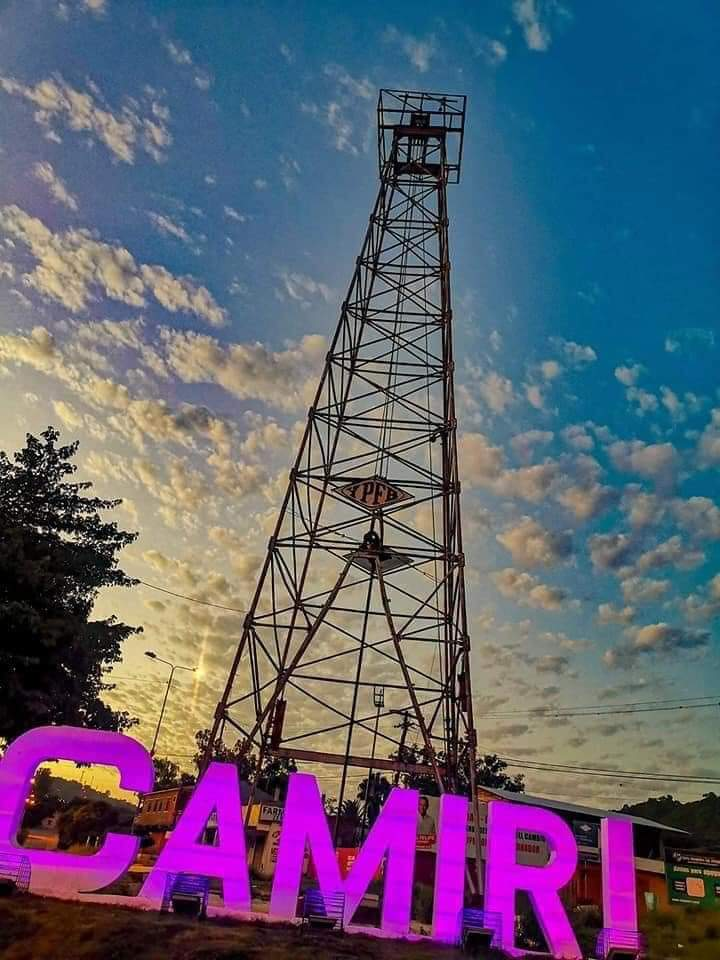
La Torre d'YPFB, monument representatiu de Camiri.

El 1938, Choreti va haver de ser cremat gairebé per complet a causa de l'aparició de la pesta bubònica, i gran part de la seva població va fugir a refugiar-se a Camiri. A causa de la pràctica desaparició de Choreti, Camiri va rebre l'impuls definitiu per al seu propi creixement.
La dècada dels anys 1950 va representar l'etapa d'or d'YPFB ja que els esforços de la dècada anterior van donar grans resultats. A això es va sumar l'assignació de fons i el descobriment de nous pous, de manera que cap al 1954 es va aconseguir l'autoproveïment nacional. Els oleoductes i refineries van començar a treballar contínuament i a capacitat plena. Al segon quinquenni d'aquella dècada es van construir nous oleoductes i es va promulgar el Codi del Petroli.